# 1980年鐵路
此條目列出1980年發生有關鐵路運輸的事件。

## 事件

### 1月
- 1月5日：京元線加設新里門站。
- 1月31日：馬德里地鐵9號線通車。

### 2月
- 2月1日：北迴線通車，並與台東線連結，結束台東線脫離台灣鐵路網的狀態。
- 2月12日：香港地鐵修正早期系統由尖沙咀站延長至中環站，全線通車[1]。
- 2月16日：羅馬地鐵A線通車。

### 3月
- 3月16日：都營地下鐵都營新宿線由岩本町站延長至新宿站。
- 3月27日：營團地下鐵有樂町線由銀座一丁目站延長至新富町站。
- 3月29日：布達佩斯地鐵3號線由那基瓦拉德廣場站（英语：Nagyvárad tér (Budapest Metro)）延長至採石場-小佩斯站（英语：Kőbánya–Kispest (Budapest Metro)）。

### 4月
- 4月1日：富山地方鐵道射水線停運。
- 4月1日：京元線加設西冰庫站、回基站、漢南站。
- 4月16日：格拉斯哥地鐵經過一系列翻新後重新開放。
- 4月28日：蒙特利爾地鐵橙線由博訥站延長至聖昂利廣場站。

### 6月
- 6月1日：奧斯陸隧道（英语：Oslo Tunnel）通車，將挪威鐵路的東部網絡和西部網絡連接起來。
- 6月1日：蘇黎世市區至蘇黎世國際機場開設新鐵路線。
- 6月5日：名古屋鐵道知多新線延長至內海站。

### 8月
- 8月11日：泰恩-威爾地鐵完全開放通車，成為英國第一條由重鐵改建成輕鐵的例子[2]。

### 9月
- 9月14日：北陸鐵道能美線停運。

### 10月
- 10月9日：由塔爾古拉（英语：Tarcoola, South Australia）至愛麗絲泉的標準軌鐵路完工，成為阿德萊德－達爾文鐵路（英语：Adelaide–Darwin railway）計劃的一部分[3]。
- 10月11日：阿姆斯特丹地鐵開設新市場站（英语：Nieuwmarkt metro station）。
- 10月31日：首爾地鐵2號線新設洞站至綜合運動場站通車。

### 11月
- 11月21日：多倫多地鐵央街－大學－士巴丹拿線（現為央街－大學線）由窩頓站延長至堅尼地站，由伊斯靈頓站延長至基柏齡站。
- 11月27日：大阪市營地下鐵谷町線由天王寺站延長至八尾南站，南海電氣鐵道平野線（日语：南海平野線）停運。

### 12月
- 12月1日：南海電氣鐵道將阪堺線和上町線交由新成立的阪堺電氣軌道營運。
- 12月19日：基輔地鐵庫列尼夫卡-紅軍線由紅場站延長至科爾尼丘克大道站。